# Essex Junto

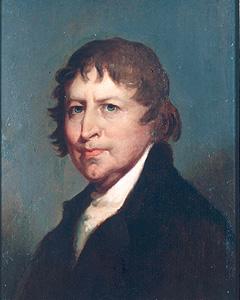
Theophilus Parsons, un des chefs de file du Junto.

 (septembre 2020).
Pour les articles homonymes, voir Essex (homonymie).
L'Essex Junto était un groupe puissant d'avocats, de marchands et de politiciens du Parti fédéraliste de la Nouvelle-Angleterre, ainsi nommé parce que beaucoup des membres du groupe d'origine étaient originaires du comté d'Essex, dans le Massachusetts. 
Le terme a été inventé par John Hancock en 1778 pour décrire les principaux opposants à un projet de constitution pour l'état du Massachusetts. Le projet de constitution a été rejeté par le peuple; l'État a adopté sa constitution en 1780. John Adams est également fréquemment crédité pour la diffusion du nom. Au cours des années suivantes, le groupe s'est élargi pour inclure des politiciens d'autres États de la Nouvelle-Angleterre qui étaient opposés aux politiques du Parti démocrate-républicain qui dominaient la politique nationale. 
Ils ont soutenu Alexander Hamilton et un groupe de radicaux du Massachusetts dirigé par Timothy Pickering. Quand Hamilton s'est vu offrir une place dans le complot visant à séparer la Nouvelle-Angleterre de l'Union, il a refusé l'offre. [réf. nécessaire]   Par conséquent, l'Essex Junto a essayé de rivaliser avec le soutien d'Aaron Burr, qui a accepté l'offre du Junto. [réf. nécessaire]
Après la mort de Hamilton, ils sont devenus encore plus extrêmes. Pendant la guerre de 1812, ils ont été appelés Blue Lights en raison de la croyance commune et des rapports de la marine des États-Unis selon lesquels ils faisaient briller des lumières bleues pour alerter les navires de blocus britanniques sur les navires américains en fuite, ou pour signaler aux navires britanniques de débarquer et faire du commerce illégal. Ils ont soutenu la désaffection de la Convention de Hartford envers la guerre de 1812 et on a prétendu qu'ils avaient sérieusement proposé la sécession de la Nouvelle-Angleterre, mais cela n'est pas considéré comme historiquement exact. Certains des membres de l'Essex Junto étaient Timothy Pickering, George Cabot, Fisher Ames, Francis Dana, Nathan Dane, Benjamin Goodhue, Stephen Higginson, Jonathan Jackson, John Lowell, Israel Thorndike, Nathaniel Tracy et Theophilus Parsons . 